# Schichtfläche
Eine Schichtfläche ist in den Geowissenschaften eine schichtungsparallele Trennfläche in Sedimentgesteinen.
Eine Schichtfläche wird in ihrer räumlichen Lage festgelegt durch
- den Einfallswinkel (als Fallen bezeichnet man Neigungswinkel und Neigungsrichtung einer Schichtfläche gegenüber einer horizontalen Fläche)

und
- die Streichrichtung (die Senkrechte zum Fallen).